# Sergio Tazzer
Sergio Tazzer (Treviso, 16 agosto 1946) è un giornalista e scrittore italiano.

## Biografia
Laureato in scienze della comunicazione, all'inizio degli anni settanta è stato borsista all'istituto di giornalismo dell'università di Varsavia.
Giornalista, è stato direttore della sede regionale RAI del Veneto, capo della redazione giornalistica per il Trentino, responsabile dell'agenzia nazionale della TGR a Roma, sempre in RAI. Ha fondato nel 1995, curato e condotto fino al luglio 2011 il settimanale radiofonico mitteleuropeo "Est Ovest". 
È medaglia “Jan Masaryk” del Ministero degli Esteri della Repubblica Ceca; membro onorario della Spoločnosť Milana Rastislava Štefánika, di Brezová pod Bradlom (SK); accademico ordinario dell’Accademia Italiana della Vite e del Vino; socio ordinario e membro del Direttivo dell’Ateneo di Treviso; socio onorario del Centro Studi Adria–Danubia e dell’Associazione Culturale Italoungherese del FVG «Pier Paolo Vergerio».

## Opere
- Goldoni '79. Un teatro restituito a Venezia, Comune di Venezia, Venezia, 1979 (testo di)
- Maurilio De Zolt. 100.000 chilometri d'oro, Pagus Edizioni, Treviso, 1987, (in collaborazione con C. Cerise, F. Conconi, D. D'Incal, G. Viel)
- Tito e i rimasti. La difesa dell'identità italiana in Istria, Fiume e Dalmazia., Editrice Goriziana, Gorizia, 2008
- Praga Tragica. Milada Horáková. 27 giugno 1950., Editrice Goriziana, Gorizia, 2008
- Piave e dintorni. 1917-1918. Fanti, Jäger, Alpini, Honvéd e altri poveracci., Kellermann Editore. Vittorio Veneto, 2011
- Canòpi e Nobilomeni. Storia e Miniere nell'Agordino., Kellermann Editore, Vittorio Veneto, 2012
- Ragazzi del Novantanove. "Sono appena nati ieri, ieri appena e son guerrieri",  Kellermann Editore, Vittorio Veneto, 2012
- Canòpi e Nobilomeni. Storia di Uomini e Miniere nella Montagna dei Dogi., Kellermann Editore, Vittorio Veneto, 2013
- Poche parole. Colloquio con Silvano Fiorot., Kellermann Editore, Vittorio Veneto, 2013 e 2014
- Banditi o Eroi? Milan Rastislav Štefánik e la Legione Ceco-Slovacca, Kellermann Editore, Vittorio Veneto, 2013
- Grande Guerra Grande Fame, Kellermann Editore, Vittorio Veneto, 2014 e 2015
- Piccolo Abecedario della Grande Guerra, Kellermann Editore, Vittorio Veneto, 2015
- Frammenti di Grande Guerra, Kellermann Editore, Vittorio Veneto, 2017
- Guerra&Pane, De Bastiani Editore, Vittorio Veneto, 2017, assieme a Danilo Gasparini e Giampiero Rorato
- Cento anni di Porto Marghera, 1917-2017, Helvetia Editrice 2017, a cura di Cristiano Dorigo ed Elisabetta Tiveron, con Beatrice Barzagli, Maria Fiano, Nicoletta Benatelli, Gianfranco Bettin, Ferruccio Brugnaro, Annalisa Bruni, Alessandro Cinquegrani, Marco Crestani, Maurizio Dianese, Fulvio Elvas, Roberto Ferrucci, Paolo Ganz, Giovanni Montanaro, Massimiliano Nuzzolo, Tiziana Plebani, Gianluca Prestigiacomo
- 1914-1918 La guerra nel gavettino. Dalla sete all’alcol. Dal proibizionismo all’alcolismo, Kellermann Editore, Vittorio Veneto, 2017
- Vlastenci alebo Zradcovia? Milan Rastislav Štefánik e la Legione Ceco-Slovacca, Kanimex , Bratislava, 2018
- Sulle rotte delle Malvasie. Km3, (con Angelo Costacurta), Kellermann Editore, Vittorio Veneto, 2018
- Cecoslovacchia e Italia cent'anni di storia, Kellermann Editore, Vittorio Veneto, 2018
- Marsala. Il vino di Garibaldi che piaceva agli inglesi, (con Angelo Costacurta), Kellermann Editore, Vittorio Veneto, 2019
- Malvasia. Il vino prezioso d’Oriente che Venezia rese nobile nel Mediterraneo, (con Angelo Costacurta), Kellermann Editore, Vittorio Veneto, 2020
- Custoza. Il vino del Garda per il riscatto dalle sconfitte risorgimentali, (con Giovanni Boranga e Angelo Costacurta), Kellermann Editore, Vittorio Veneto, 2021
- Pellico. Turista per forza. In viaggio tra le prigioni di mezza Europa, Kellermann Editore, Vittorio Veneto, 2022
- Grado Babo, da Klosterneuburg l’unità di misura del mosto diffuso in tutte le cantine, Kellermann Editore, Vittorio Veneto, 2022.
- Milada e le altre. Cecoslovacche “contro” dal 1948 alla Primavera di Praga, Kellermann Editore, Vittorio Veneto, 2023.
- Vini dei monasteri. I monaci che salvarono la coltura della vite, Kellermann Editore, Vittorio Veneto, 2024.
- La resistenza negata. Il caso Premuda ( Prefazione di Paolo Feltrin), Marcianum Press, Venezia, 2024.